# 维德河畔诺伊施塔特
維德河畔诺伊施塔特（德語：Neustadt (Wied)，亦作），简称诺伊施塔特（德語：Neustadt，發音：[ˈnɔʏʃtat] ⓘ），是德国莱茵兰-普法尔茨州新维德县的市镇，面积35.81平方千米，2023年12月31日人口为6,688人。